# Piaggio
Piaggio & C. SpA és un fabricant italià de vehicles de motor amb seu a Pontedera (província de Pisa) que produeix una gamma de vehicles de dues i tres rodes i de vehicles comercials lleugers sota set marques diferents: Piaggio, Vespa, Gilera, Aprilia, Moto Guzzi, Derbi i Scarabeo. L'empresa va ser fundada per Rinaldo Piaggio el 1884, inicialment per a produir locomotores i vagons de tren.
Les filials de Piaggio donen feina a 7.053 treballadors i el 2014 van produir un total de 519.700 vehicles. L'empresa té sis centres de recerca i desenvolupament i opera a més de 50 països.

## Història

### Els inicis

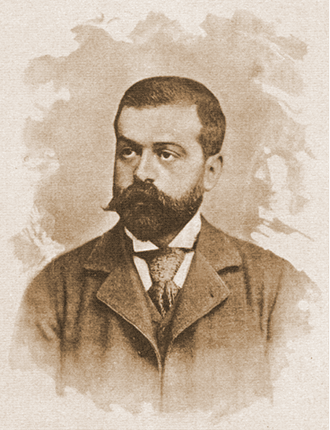
Rinaldo Piaggio, el fundador de Piaggio & C.

El 1882, Enrico Piaggio va comprar uns terrenys al barri industrial genovès de Sestri Ponente per a instal·lar-hi un magatzem de fusta. Dos anys més tard, el 1884, el seu fill Rinaldo (1864-1938) va fundar Piaggio & C. L'empresa va construir inicialment locomotores i vagons de tren, però el 1917, prop del final de la Primera Guerra Mundial, Rinaldo Piaggio es va decantar vers el sector militar. Per començar, la companyia va produir llanxes torpedineres MAS anti-submarins, aeroplans i hidroavions sota llicències d'Ansaldo, Macchi, Caproni i Dornier, però més tard va evolucionar cap a productes construïts segons els seus propis dissenys.
Entre 1937 i 1939, Piaggio va aconseguir 21 rècords mundials amb els seus propis avions i motors, tots ells construïts a la nova fàbrica de la companyia a Pontedera. El bombarder de quatre motors Piaggio P.108 era el seu model més destacat. Rinaldo Piaggio es va morir el 1938, moment en què Piaggio era propietat de diversos accionistes de la seva família, juntament amb l'empresari Attilio Odero. La direcció de l'empresa va passar aleshores als seus fills Enrico (1905-1965) i Armando.

### La Vespa
El 1940, Piaggio fabricava trens, accessoris nàutics, motors d'avions, avions, camions, tramvies, autobusos, funiculars i portes i finestres d'alumini. Durant la Segona Guerra Mundial, la planta de Pontedera va ser destruïda pels bombardejos aliats i les activitats de producció es van traslladar a la zona de Biella (al Piemont). Després de la guerra, Enrico Piaggio va decidir diversificar les activitats de la companyia fora de la indústria aeronàutica per tal d'atendre la necessitat que havia percebut d'un mitjà de transport modern i assequible per al gran públic, en aquells moments de postguerra a Itàlia. El primer intent, basat en una petita motocicleta que s'havia fabricat per als paracaigudistes durant la guerra, va ser conegut amb el nom de MP5 i va rebre el sobrenom de "Paperino" (el nom de l'ànec Donald a Itàlia) per la seva estranya forma. A Enrico Piaggio no li va agradar el resultat i va demanar a Corradino D'Ascanio que redissenyés el producte.
D'Ascanio, un enginyer aeronàutic de Piaggio expert en helicòpters (al final de la seva carrera fou responsable del disseny i construcció del primer helicòpter modern d'Agusta), no era gens entusiasta de les motocicletes, les quals trobava incòmodes i voluminoses, amb rodes difícils de canviar en cas de punxada. Quan Ferdinando Innocenti li havia demanat que dissenyés una motocicleta per a la seva empresa de Milà, D'Ascanio va idear un escúter del tipus "pas a través", però finalment no es va posar d'acord amb Innocenti sobre l'ús d'un bastidor d'acer premsat en comptes de tubular, de manera que D'Ascanio va portar el seu disseny a Piaggio (Innocenti faria servir poc després el disseny original de D'Ascanio per al seu escúter Lambretta).

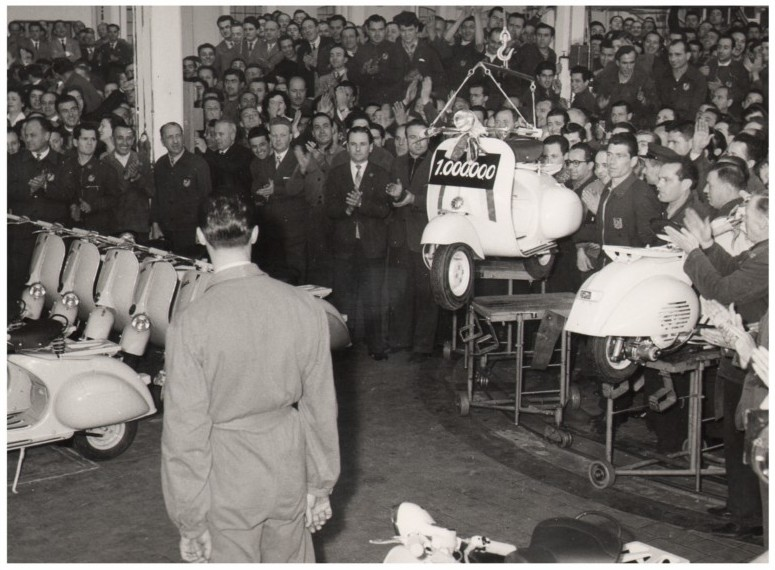
Celebració de la Vespa número un milió a la fàbrica de Piaggio a Pontedera (1956)

Enrico Piaggio va demanar a D'Ascanio que creés un vehicle senzill, robust i assequible. Calia que la motocicleta fos fàcil de conduir tant per homes com per dones, que pogués transportar un passatger i que no embrutés la roba del conductor. Els dibuixos de l'enginyer van demostrar que s'allunyaven significativament del "Paperino". Amb l'ajut de Mario D'Este, D'Ascanio va preparar el primer projecte de la futura Vespa, la qual es fabricà a la seu de Pontedera (reconstruïda de feia poc) a l'abril de 1946. Poc després, Piaggio va llançar la Vespa i en només deu anys ja se n'havien produït més d'un milió d'unitats. La llengua italiana va incorporar un nou verb, vespare, que significa 'anar amb una Vespa'.
El 1956, amb la producció de la Vespa número un milió, Itàlia va tenir el seu primer vehicle motoritzat de producció massiva. El 1960, Piaggio n'havia produït i venut 4 milions pertot el món. Aprofitant l'augment del flux de caixa gràcies a l'èxit de la Vespa, Piaggio va desenvolupar altres productes, com ara el microcotxe Vespa 400 de 1957.

### Creixement
El 1959, Piaggio va passar al control de la família Agnelli, la propietària de Fiat SpA. El 1964, com a conseqüència de l'ampli control de la indústria italiana per part de Fiat, les divisions d'aeronàutica i de motocicletes de Piaggio es van dividir per a convertir-se en dues companyies independents. La divisió de vehicles terrestres seguí a Pontedera sota la direcció d'Enrico Piaggio, mentre que la divisió aeronàutica va rebre el nom d'Industrie Aeronautiche e Meccaniche Rinaldo Piaggio i romangué a Sestri Ponente sota la direcció del seu germà Armando. Allà va restar fins que el 1988 es refundà com a Piaggio Aero Industries en passar a mans de la família de Piero Ferrari, propietària encara actualment del 10% de Ferrari.
El 1969 Piaggio va comprar Gilera, un dels fabricants de motocicletes europeus més antics (es va fundar el 1909) i ben conegut pels seus èxits esportius, entre ells diversos campionats mundials de motociclisme.

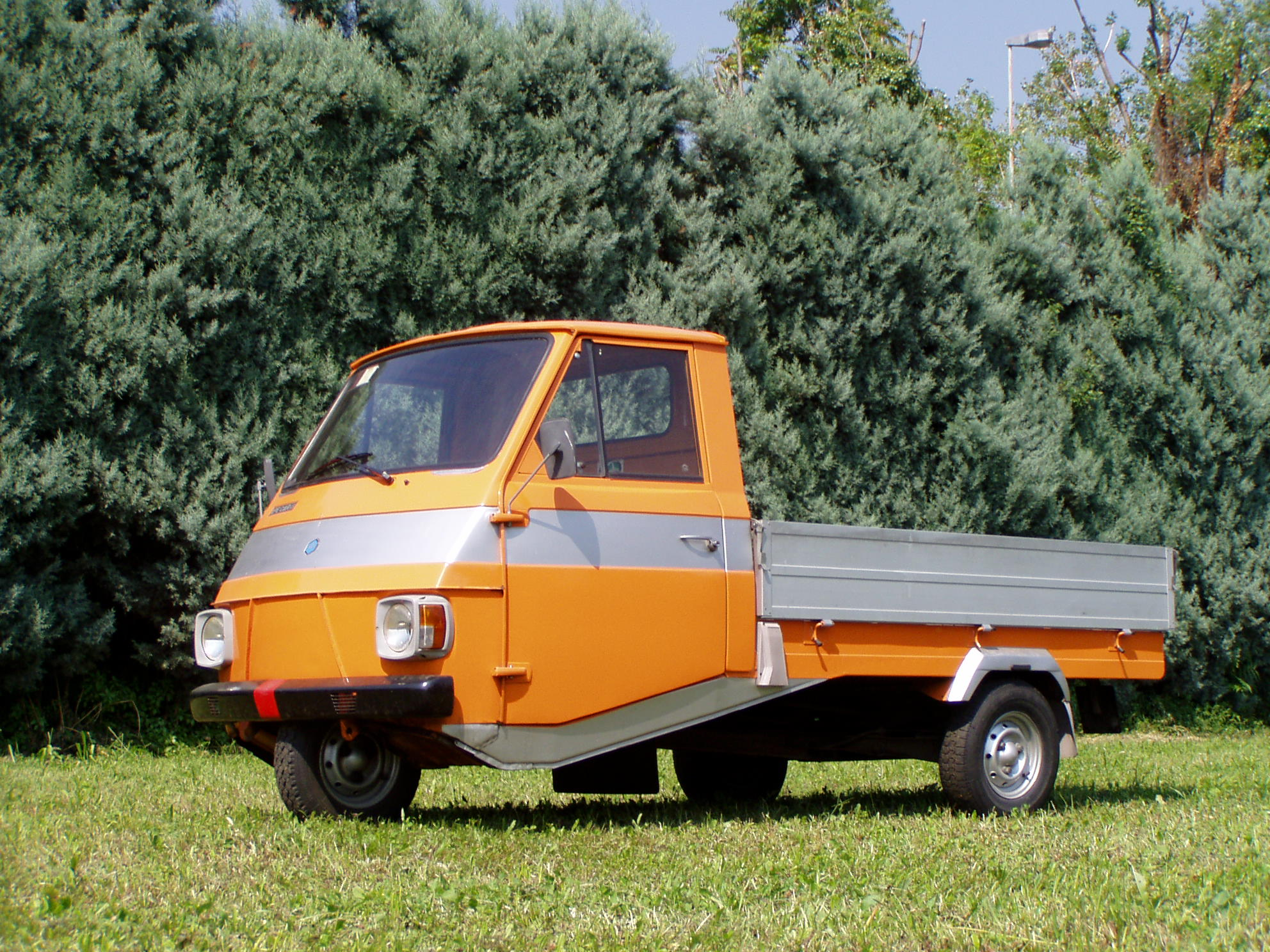
Un Piaggio Apecar LS de 1977

El 1971 es va afegir un volant al Piaggio Ape, un model produït per primera vegada el 1948 com a motocarro derivat de la Vespa que va culminar amb l'Apecar. Quatre anys més tard, el 1975, Piaggio va fabricar el primer prototip d'Ape elèctric.
El 1988 la Vespa va assolir la fita de 10 milions d'unitats produïdes. L'empresa va prosperar fins al 1992, quan Gianni Agnelli en va esdevenir conseller delegat. Agnelli ja patia de càncer i es va morir el 2003.

### Crisi financera
El 1996, en el cinquantè aniversari del seu primer model, Vespa va superar els 15 milions d'unitats produïdes i va presentar la nova Vespa ET de 4 temps, la primera Vespa completament nova des de feia 18 anys. Piaggio encara tenia una mala salut financera, però el seu reconeixement de marca continuava sent fort, impulsat per l'aparició de l'ET4 en diverses pel·lícules de Hollywood. El 1999 es va iniciar la producció d'un Ape de tres rodes per al mercat indi a Baramati (Maharashtra). El 2000, Piaggio i Vespa van tornar als Estats Units amb l'obertura de la primera Vespa Boutique a Los Angeles. El mateix any es va inaugurar el Museu Històric Piaggio a Pontedera. Al museu s'hi conserva l'Arxiu Històric Piaggio, un dels arxius més complets de la història industrial d'Itàlia.
El 1999, l'entitat financera anglesa Morgan, Grenfell & Co va adquirir Piaggio, però l'esperança d'una venda ràpida va ser anul·lada per una fallida empresa conjunta a la Xina. A Itàlia, Piaggio va invertir 15 milions d'euros en una moto nova, però va abandonar el projecte després de construir-ne un prototip. El 2001, el Grup Piaggio va adquirir Derbi-Nacional Motor SA, una històrica marca catalana fundada el 1922 que havia guanyat 18 campionats mundials i que era un líder continental en el segment de les motos de petita cilindrada. El mateix any, Gilera va tornar al Campionat del Món i va guanyar immediatament el títol a la categoria de 125cc amb Manuel Poggiali. A finals del 2002, però, Piaggio havia acumulat 577 milions d'euros de deutes per uns ingressos de 945 milions i havia registrat una pèrdua de 129 milions d'euros.

### L'època Colaninno

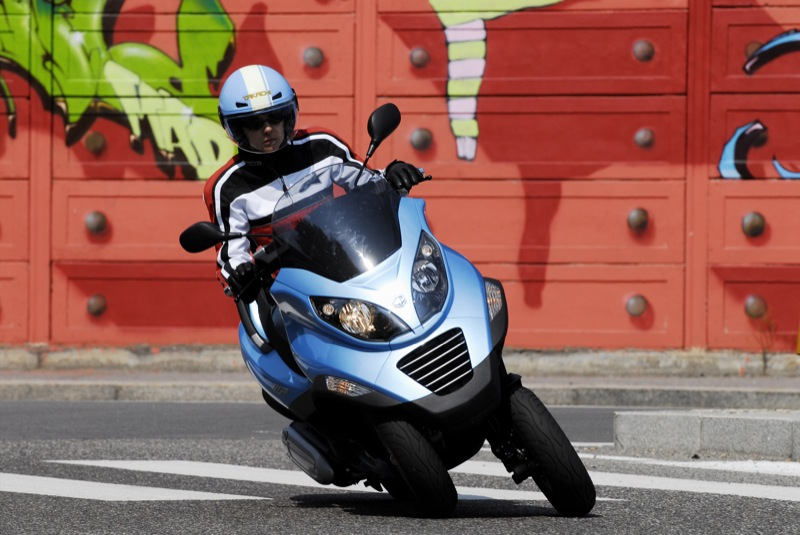
La característica conducció del Piaggio MP3, un model llançat el 2004

El 2003, el deute de Piaggio es va reduir gràcies a una inversió de 100 milions d'euros feta per IMMSI, un holding de la família Colaninno. Els bancs creditors també van convertir 150 milions d'accions. Reflexionant sobre la seva inversió, Roberto Colaninno va dir: «Molta gent em va dir que era boig. Piaggio no es moria pas. Només calia tractar-la millor».
Roberto Colaninno es va convertir en el nou president de Piaggio, mentre que Rocco Sabelli en fou nomenat director gerent. Sabelli va redissenyar la línia de producció d'acord amb els principis japonesos, de manera que tots els escúters Piaggio es poguessin fabricar en qualsevol línia de muntatge. Contràriament a les expectatives, Colaninno no va acomiadar ni un sol treballador, cosa que va ajudar a seduir els escèptics sindicats de la companyia. «Tothom en una empresa forma part de la cadena de valor», va dir Colaninno. Totes les bonificacions per a treballadors i directius es van basar en els mateixos criteris: marges de benefici i satisfacció del client. Per primera vegada, es va instal·lar aire condicionat a la fàbrica, augmentant-ne la productivitat. També es varen donar terminis als projectes assignats als enginyers, que havien romàs al ralentí per la crisi financera de la companyia. El 2004 es van llançar dues novetats mundials: un escúter híbrid gas-elèctric i un sofisticat escúter basculant amb dues rodes anteriors i una de posterior per agafar-se millor a la carretera, l'MP3.
Un dels problemes de Piaggio que Colaninno no podia solucionar des de dins era la seva escala. Tot i que Piaggio va ser el líder del mercat europeu, els seus rivals Honda i Yamaha l'empetitien. Un any després de recuperar la salut de Piaggio, Colaninno va dirigir l'adquisició del fabricant italià Aprilia i de la seva filial Moto Guzzi, una històrica marca italiana. A finals de desembre del 2004 se'n va signar el contracte final. Un cop consumada l'adquisició, Piaggio va esdevenir el principal grup europeu del sector de les dues rodes. El 2006, Piaggio va sortir a la Borsa de Milà i es convertí en una empresa pública.
El 2007 el Grup Piaggio arribà oficialment al Vietnam. La planta de Vĩnh Phúc inclou activitats d'R+D, soldadura i pintura, així com el muntatge final dels escúters, amb magatzem, proves, control de qualitat i zones d'oficina.

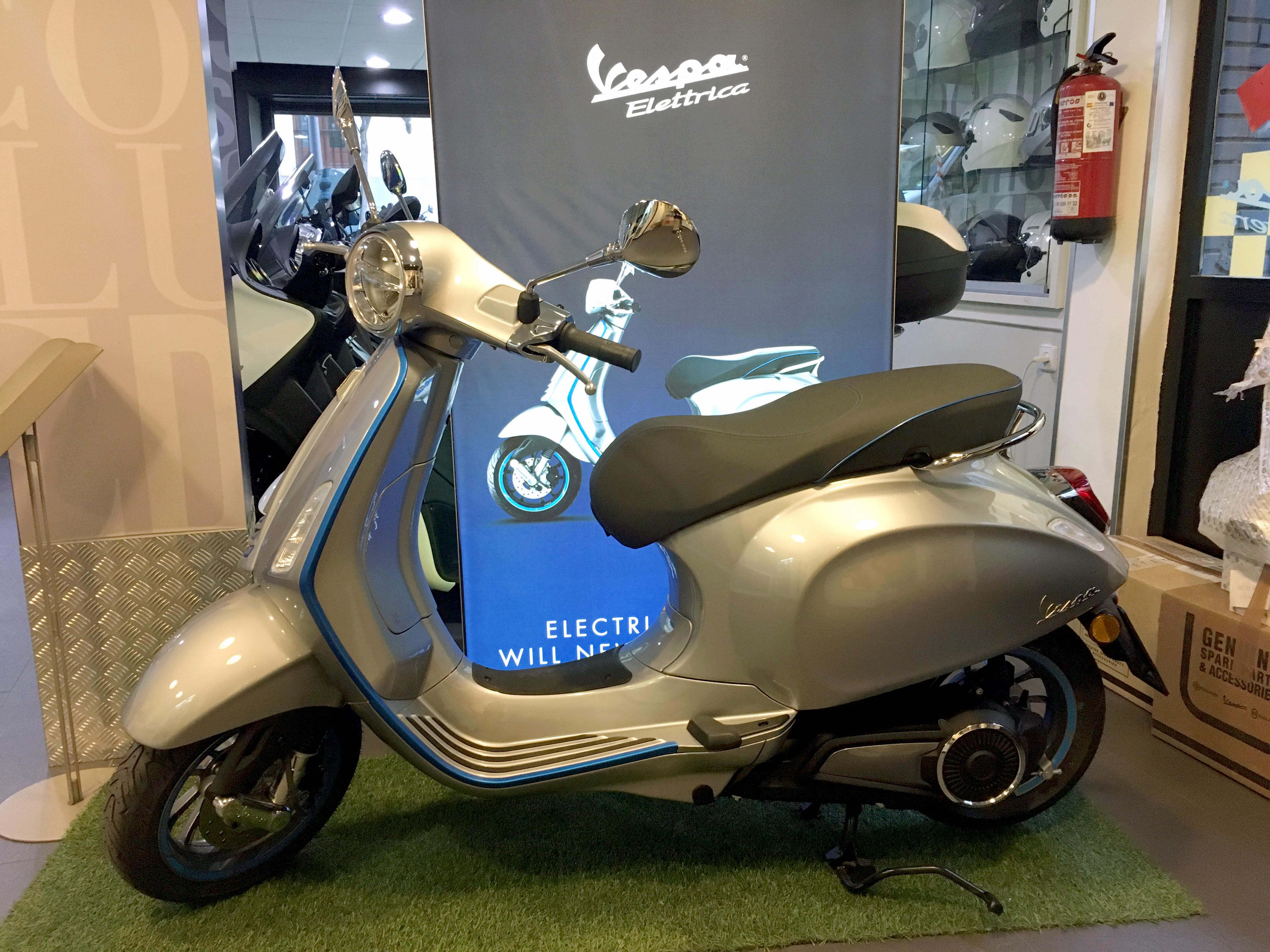
Una Vespa elèctrica del 2019

El 2009 es va llançar el Piaggio Mp3 Hybrid, el primer escúter híbrid del món, el qual integra el motor de combustió interna convencional de baix impacte ambiental amb un motor elèctric d'emissions zero i combina, doncs, els avantatges dels dos trens de potència.
El 2012 es va obrir una nova planta del Grup Piaggio a Baramati, a l'Índia, per a la producció de la Vespa per al mercat local. El 2013 es va inaugurar el PADC (Piaggio Advanced Design Center) a Pasadena, Califòrnia. Aquell any també es va llançar la Vespa 946 i la nova Vespa Primavera, la darrera evolució de la família de "cos petit", quan les vendes mundials de Vespa sumaven gairebé 190.000 unitats (el 2004, la xifra havia estat de 58.000). En deu anys de progressió contínua, més d'1,3 milions de noves Vespa han arribat als carrers del món. Des de 1946 se n'han produït i venut més de 18 milions.
Al setembre de 2017, Foton i Piaggio van acordar formar una empresa conjunta per a desenvolupar i produir vehicles comercials lleugers. Basat en el xassís Foton, el nou vehicle serà venut per la divisió Piaggio Commercial Vehicle a Europa i a la resta de mercats, però no a la Xina. Es pretenia que el vehicle fos el successor del Piaggio Porter i es preveia començar-ne la producció a Pontedera a mitjan 2019, amb tots els components produïts per Foton a la Xina.

## Projecte Cultural Piaggio
El "projecte cultural" de Piaggio promou la reconstrucció i la posada en valor del patrimoni de la companyia i està format per tres iniciatives: la Fundació Piaggio, els Arxius Històrics i el Museu Piaggio. El 2003, el museu i els arxius van ser reconeguts com a Millor Museu i Arxiu Corporatiu en guanyar el premi italià "Premio Impresa e Cultura". El 2016, sota el patrocini del Ministeri de Cultura d'Itàlia, Piaggio va rebre el Corporate Art Award de pptArt pel seu museu corporatiu.

## Marques i models

### Marques del grup
- Aprilia – motocicletes, escúters i ciclomotors
- Piaggio – escúters i ciclomotors
- Vespa – escúters i ciclomotors
- Scarabeo – escúters i ciclomotors
- Derbi – motocicletes, escúters, ciclomotors i quads
- Gilera – motocicletes, escúters, ciclomotors i quads
- Moto Guzzi – motocicletes
- Piaggio Commercial Vehicles – vehicles comercials lleugers

### Models

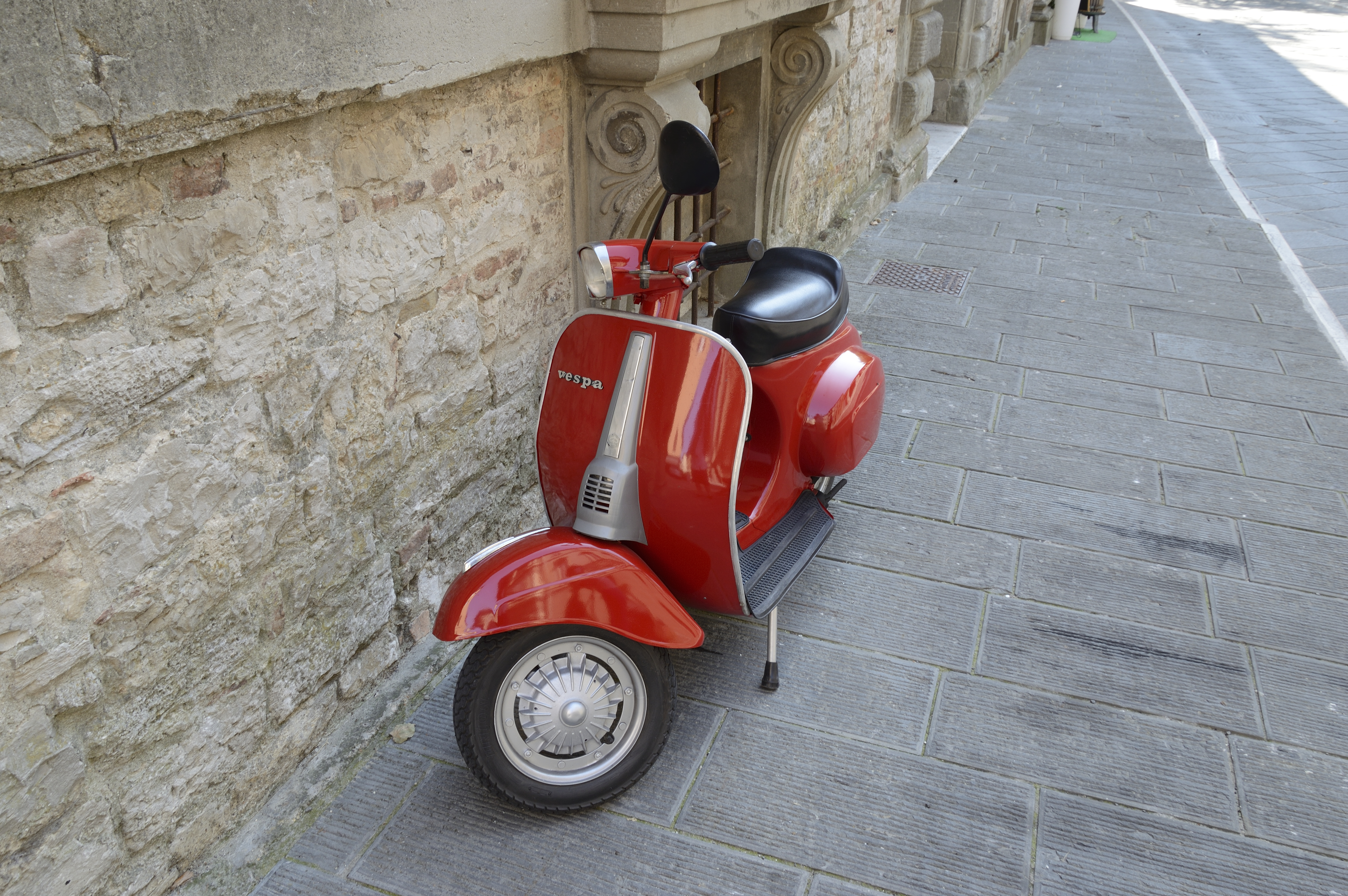
Una Vespa 50 Elestart a Todi

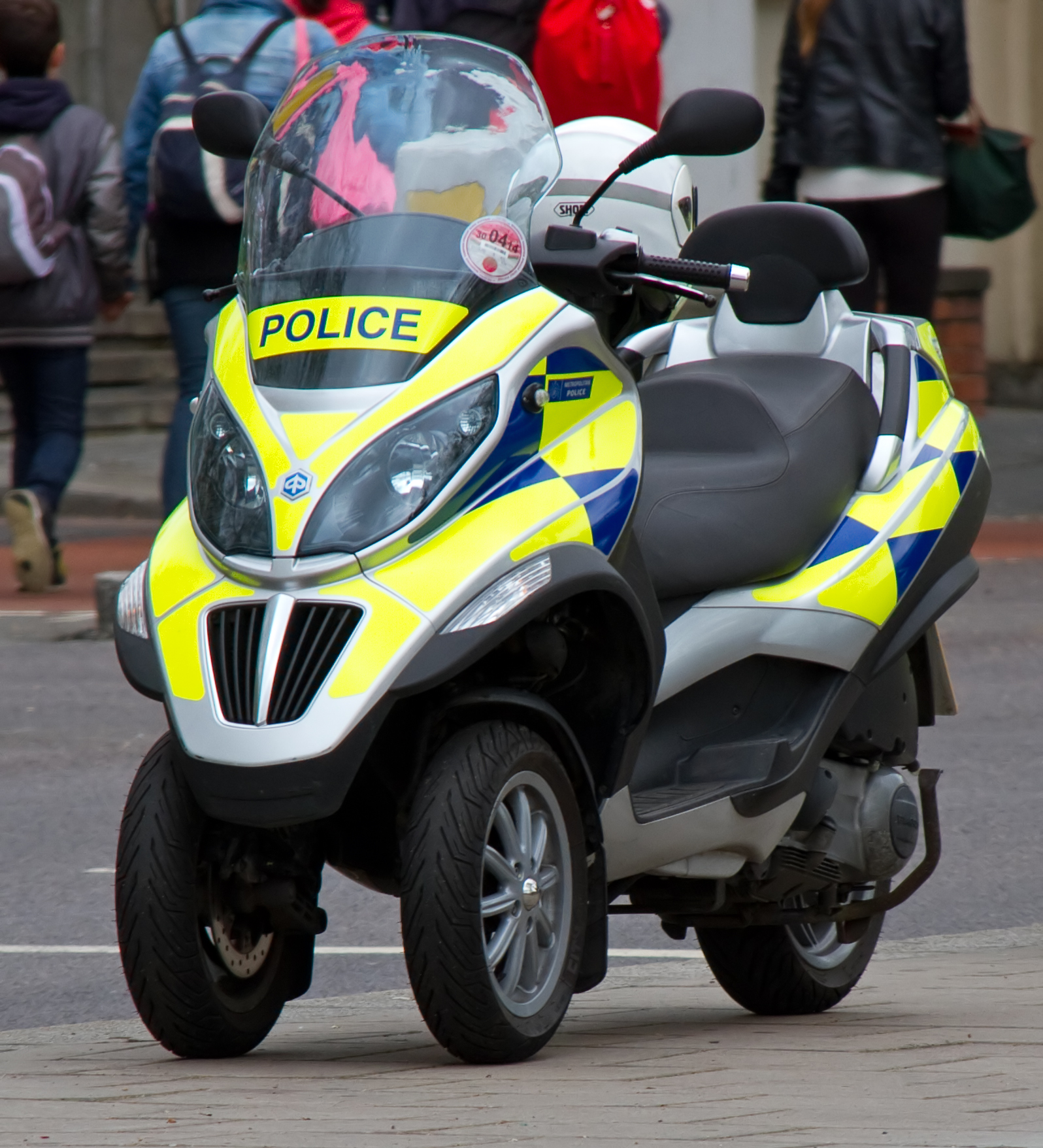
Un Piaggio MP3 policial a Birmingham

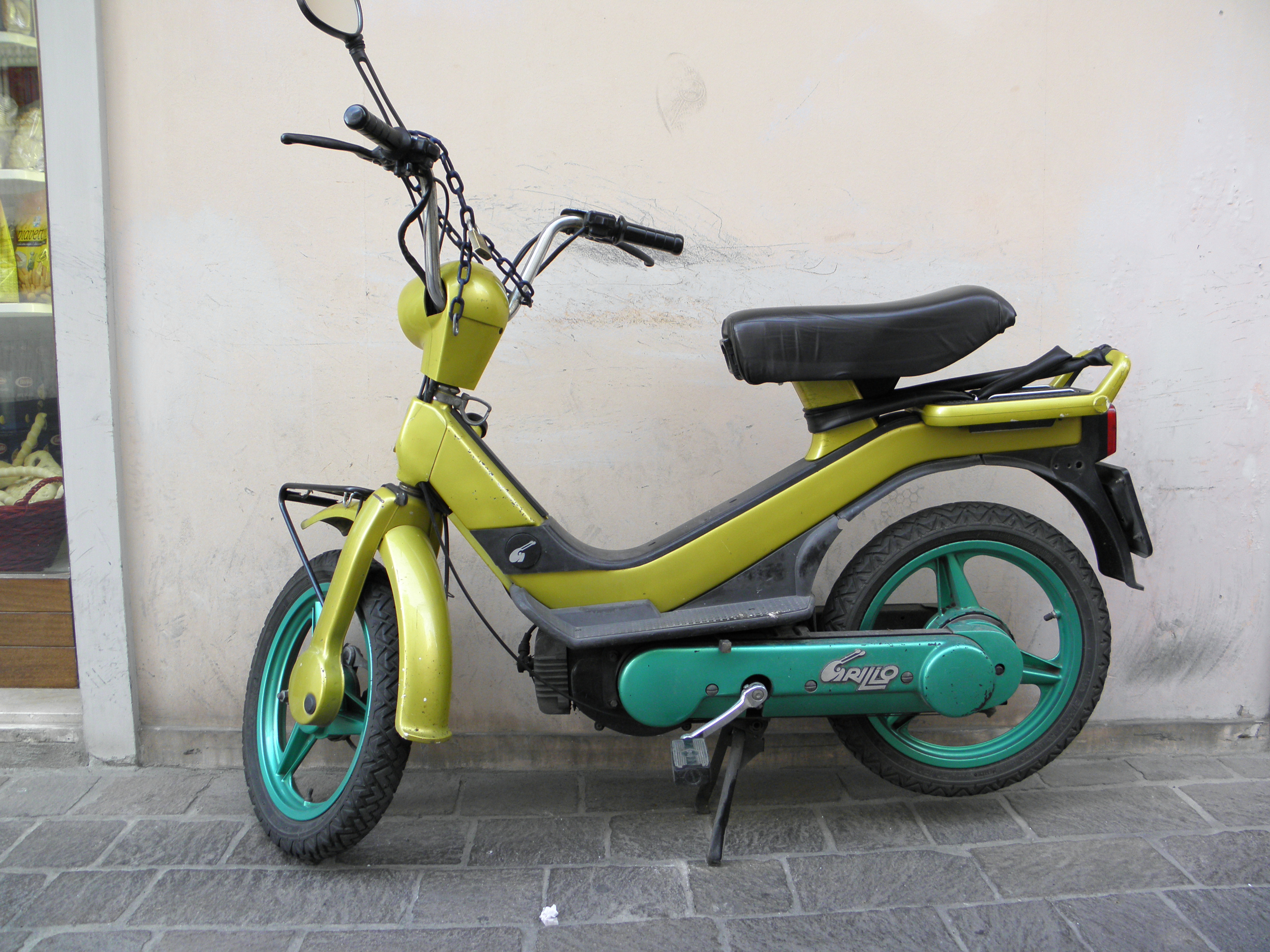
Un Piaggio Grillo a Rovigo

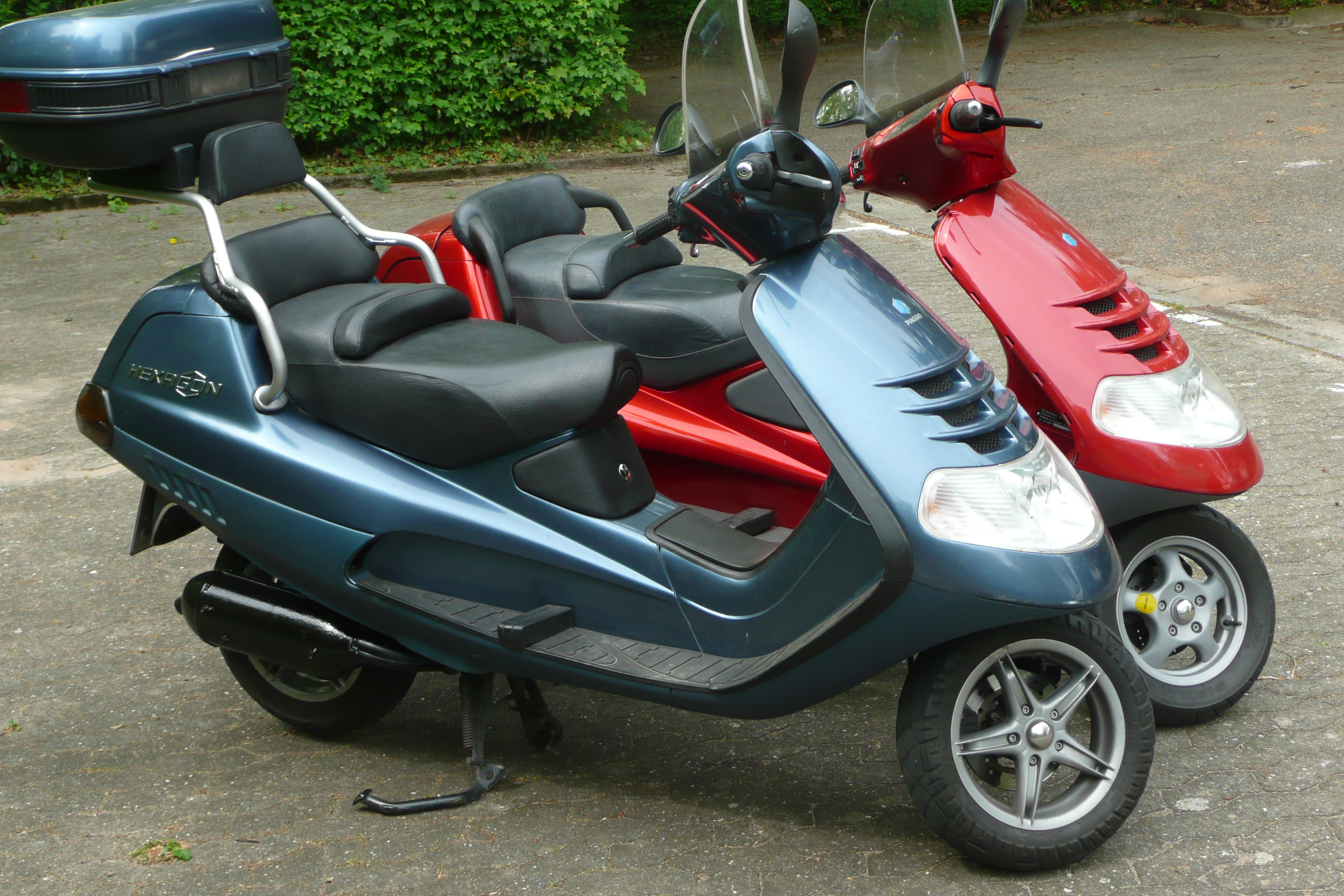
Una Piaggio Hexagon EX 150 (darrere) i LXT 180 (davant)

- Piaggio 110 – bicicleta (110è aniversari)
- Ape – motocarro de 3 rodes
- Porter – microfurgonetes i microcamionetes de 4 rodes, semblants al Daihatsu Hijet.
- Quargo – microfurgonetes i microcamionetes de 4 rodes
- MP3 – escúter basculant de 3 rodes
- Diesis 50/100 (50 cc refrigerada per aire de 2 temps i 100 cc refrigerada per aigua de 2 temps), fabricada entre 2001 i 2005
- FLY50/100/125/150
- Free50
- Typhoon 50, 80 i 125 cc (1995–2000; 2012)
- Sfera NSL 50 i 80 cc (1991–1995)
- Sfera RST (RST de Restyle, "remodelatge"), 50 cc 2 temps i 125 cc 4 temps (1995 – ??)
- NRG mc1-3, 50 cc (mc de mark., "versió")
- NRG Power PureJet (50 cc, injecció, refrigerada per aigua)
- NRG Power DT (refrigerada per aire) i DD (refrigeració líquida), ambdues llançades el 2005
- NTT (refrigerada per aigua de 2 temps), fabricada entre 1995 i 1998
- Liberty (50 cc 2 temps, 125 i 150 cc 4 temps)
- Liberty S (50, 125 i 200 cc)
- LT (versions americanes de la Liberty), 50 i 125 cc 2 temps
- Skipper ST (125 cc)
- Ciao (50 cc)
- Si (50 cc)
- Superbravo (50 cc)
- Avanti (50 cc)
- Grillo (50 cc)
- Bravo (50 cc)
- Grande (50 cc)
- Boxer (50 cc)
- Boxer 2 (50 cc)
- X7 125 (mercat europeu) i 250
- X7 Evo (125 i 300 cc) – anunciada el 2009
- X8 125 (mercat europeu), 250 i 400
- XEvo 125, 250 i 400
- X9 125/250 cc Evolution – els models Evolution van substituir el 2004 els anteriors models X9, els quals estaven equipats amb motors Honda
- X9 500 cc Evolution, amb característiques no incloses als models de 125/250 cc: suport central hidràulic, sistema de comunicació integrat entre pilot i passatger, carregador de telèfon mòbil i panell frontal
- X101E
- BV200/250
- BV350
- BV500 – estil neoclàssic, transmissió automàtica, velocitat màxima de 160 km/h
- Beverly (125, 250, 400 i 500 cc): Beverly és el nom italià dels models BV
- Medley 125 cc, Medley S 125cc
- Carnaby (125 i 200 cc)
- Free 50 (50 cc)
- Hexagon (125, 150, 180 i 250 cc)
- T (125 i 150 cc)
- Piaggio Velofax (o Vespino), 1995 a 1999
- Quartz (50 cc 2 temps, refrigeració líquida)
- Quartz (125 cc 2 temps, refrigerada per aire)
- Storm (125 cc 4 temps, refrigerada per aire)
- M500 (505 cc 2 temps, microcotxe)
- Ravi Piaggio Storm (125 cc, 4 temps): disponible al mercat paquistanès (aliança empresarial de Piaggio amb Ravi)
- Piaggio Ape RR
- Zip, 50 cc 2 temps, refrigerada per aire (abans del 2000)
- Zip SP, 50 cc 2 temps, refrigerada per aigua (abans del 2000)
- Zip (Cat), 50 cc 2 temps, refrigerada per aire (del 2000 en endavant)
- Zip SP, 50 cc 2 temps, refrigerada per aigua (del 2000 en endavant)
- Zip 4t, 50 cc 4 temps, refrigerada per aire
- Zip 4t 100, 96,2 cc 4 temps, refrigerada per aire
- Zip 125, 125 cc 4 temps, refrigerada per aire

#### Escúters elèctrics
La nova versió híbrida endollable del Piaggio MP3, prevista per al 2009, anava equipada amb un motor de benzina de 125 cc i un d'elèctric que oferia un consum de vora 1,67 L/100 km i podia recórrer 21 km només amb la bateria.
Piaggio i Vespa desenvolupen també escúters elèctrics híbrids. N'hi ha dos models en funcionament, basats l'un en la popular Vespa LX 50 i l'altre en la més resistent Piaggio X8 125.